# Bodil Udsen
Bodil Udsen (12 janvier 1925, København - 26 février 2008, København) est une actrice danoise.

## Biographie
Elle a fait des études primaires et secondaires au Rysensteen Gymnasium mais s'arrête au baccalauréat vers la fin de la Seconde Guerre mondiale, avant de prendre des cours de théâtre.
Elle a fait ses débuts au cinéma en 1955. Elle fait de très nombreuses apparitions au théâtre dans son pays et participe à des séries télévisuelles comme Huset på Christianshavn dans le rôle de Emma de 1970 à 1977.

## Théâtre
- Storhertugindens Afsked de Bernard Da Costa (1972) Aalborg Teater  

## Filmographie
- Mig og min familie (1957)
- Styrmand Karlsen (1958)
- Eventyrrejsen (1960)
- Kvindelist og kærlighed (1960)
- Poeten og Lillemor og Lotte (1960)
- Eventyr på Mallorca (1961)
- Flemming på kostskole (1961)
- Poeten og Lillemor i forårshumør (1961)
- Støv på hjernen (1961)
- Det støver stadig (1962)
- Der brænder en ild (1962)
- Vi har det jo dejligt (1963)
- Frøken April (1963)
- Støv for alle pengene (1963)
- Don Olsen kommer til byen (1964)
- Selvmordsskolen (1964)
- Mor bag rattet (1965)
- Tre små piger (1966)
- Nyhavns glade gutter (1967)
- Far laver sovsen (1967)
- Jeg elsker blåt (1968)
- Damernes ven (1969)
- Sjov i gaden (1969)
- Huset på Christianshavn (1970-1977)
- Revolutionen i vandkanten (1971)
- Ballade på Christianshavn (1971)
- Mor, jeg har patienter (1972)
- Lenin, din gavtyv (1972)
- Livsens Ondskab (1972)
- Manden på Svanegården (1972)
- Aladdin eller den forunderlige lampe (1975)
- Den korte sommer (1976)
- Slægten (1978)
- Matador (1978-1981)
- Historien om en moder (1979)
- Min farmors hus (1984)
- Le Secret de Moby Dick (1984)
- Peter von Scholten (1987)
- Baby Doll (1988)
- Gøngehøvdingen (1992)
- Det bli'r i familien (1993)
- Aberne og det hemmelige våben (1995)
- Bryggeren (1996-1997)
- Barbara (1997)
- Send mere slik (2001)
- 2001 : Monas verden de Jonas Elmer
- Trækfugle (2001)
- Jeg er Dina (2002)
- Nissernes Ø (2003)